# José López Portillo
José López Portillo   (Ciutat de Mèxic, 16 de juny de 1920 - Ciutat de Mèxic, 17 de febrer de 2004) José López Portillo Pacheco fou un polític mexicà que va ocupar la presidència del seu país entre 1976 i 1982.

## Biografia
Va néixer el 16 de juny de 1920 a Ciutat de Mèxic, enmig d'una família de destacats intel·lectuals. El seu avi, José López Portillo Rojas, es va distingir com intel·lectual al segle xix, sent membre de l'Acadèmia Mexicana i va exercir com a Ministre en dos polèmics governs conservadors.
De jove va cursar la llicenciatura en Dret a la Universitat Nacional de Mèxic (acatual UNAM). Va entrar al servei públic l'any 1959 de la mà del Partit Revolucionari Institucional, l'organització que durant la major part del segle xx va dominar de manera absoluta la vida política mexicana. Després de fundar el doctorat en ciències administratives a l'Institut Politècnic Nacional (1961) i d'escalar jerarquies en el govern federal, va assolir fer-se de la cartera financera nacional a l'ocupar el lloc de Secretari d'Hisenda de 1973 a 1975. En aquells anys els presidents emanats del seu partit escollien personalment al seu successor i José López Porillo va ser l'opció escollida pel president Luis Echeverría. Els següents mesos López Portillo realitzaria una campanya presidencial sense cap adversari: l'únic partit opositor amb registre, Acció Nacional, no va presentar candidat a causa de fortes divisions internes.

## President de Mèxic
Enmig d'un ambient tibant López Portillo va prendre possessió com a President de la República l'1 de desembre de 1976. La situació política era difícil atès que tot just uns dies abans el President Echeverría havia realitzat una de les devaluacions monetàries més severes que el país hagués viscut fins a aquelles dates. No obstant això, el nou president comptava amb diversos factors al seu favor. A nivell personal, López Portillo era molt més carismàtic que el seu antecessor i aviat es va fer amb la bona voluntat popular. D'altra banda, la crisi internacional del petroli, unit al descobriment de vastes reserves al Golf de Mèxic, haurien de catapultar a Mèxic a un dels primers llocs en exportació de cru en aquells moments, atraient enormes quantitats de divises al país en un lapse relativament curt de temps.
Els seus principals èxits es van donar en l'àrea de les relacions exteriors. Va organitzar la Cimera Internacional Nord-Sud a la ciutat de Cancun (1981) per a promoure el diàleg entre els països del Primer i Tercer món; va buscar una solució digna als conflictes bèl·lics centreamericans; va reprendre les relacions diplomàtiques amb Espanya, trencades arran de l'adveniment de Francisco Franco al poder; i va rebre la visita del Papa, el qual va oferir una missa a l'aire lliure que va ser transmesa en directe per la televisió pública, una cosa sense precedents en la història moderna de Mèxic. Pels seus esforços en matèria exterior va ser guardonat amb el Premi Príncep d'Astúries de Cooperació Internacional l'any 1981, en la seva primera convocatòria.
No obstant això, en matèria econòmica la seva administració es va caracteritzar per prendre decisions arbitràries i financerament inadecuades que van detonar la crisi més severa en la història de la nació. Contagiat de l'eufòria dels mercats, el govern va tramitar una sèrie de préstecs poc responsables, que sumats a la falta de visió i a una enorme corrupció en el mateix govern federal van acabar no només per reduir a zero els beneficis del petroli sinó a multiplicar el deute extern i a devaluar en més d'un 400% el valor de la moneda. En els últims anys de la seva administració, una fugida massiva de capitals producte del pànic suscitat pel mal maneig de l'economia va polvoritzar les reserves internacionals del país i el govern es va veure forçat a declarar-se en moratòria de pagaments i nacionalitzar els bancs.
López Portillo va deixar la presidència l'1 de desembre de 1982. Va escollir com a successor Miguel de la Madrid, un destacat advocat amb experiència en matèria econòmica i el primer d'una llista de governants amb una visió orientada al mercat i amb estudis en economia realitzats en prestigiades universitats de l'estranger.

## Retir de la política
Allunyat de la política es va dedicar a escriure la seva autobiografia i altres llibres. La seva vida privada va continuar sent motiu d'escàndol. Després de viure un tòrrid romanç amb la seva Secretària de Turisme, ell i la seva família es van mudar a una fastuosa residència en els suburbis de la capital mexicana, la qual cosa va augmentar les sospites de corrupció.
Els seus últims anys van ser difícils. Paralitzat parcialment per seqüeles d'una embòlia, es va veure embolicat en una feroç disputa per la custòdia dels seus béns entre els fills dels seus dos matrimonis. A l'edat de 83 anys i víctima d'una complicació cardíaca generada per una pneumònia López Portillo va morir a Ciutat de Mèxic el 17 de febrer de 2004.

## Obra escrita
- Génesis y Teoría del Estado Moderno (1965)
- Quetzalcóatl (1965)
- Don Q (1987)
- Mis Tiempos (2 volums, 1988)
- Umbrales (1997)
- El súper PRI (2000)